# Водные объекты Чишминского района

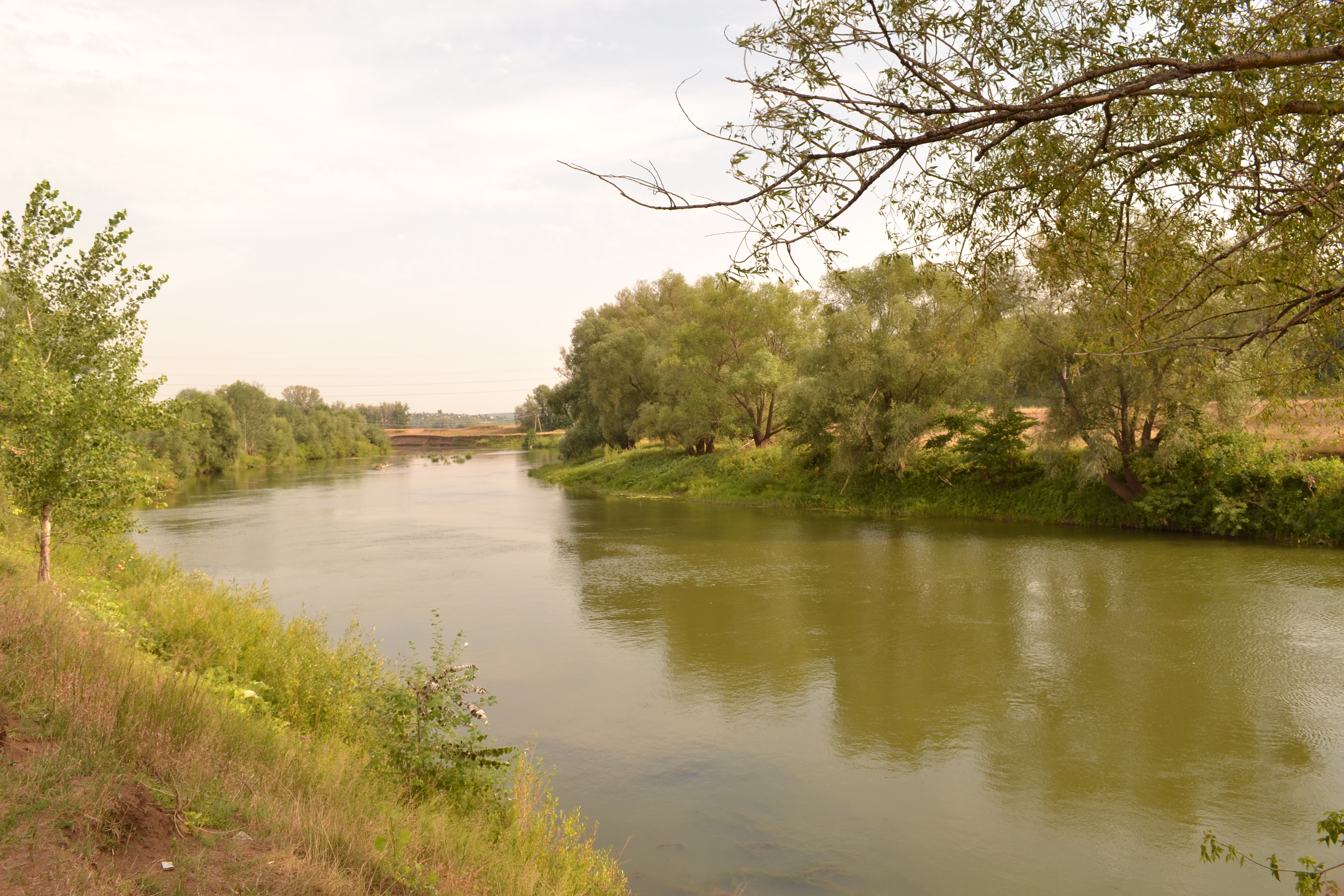
Река Дёма в Чишминском районе

Гидрография Чишминского района определяется расположением района в пределах Прибельской увалисто-волнистой равнины.
Речная сеть района принадлежит к бассейну реки Белой— это её притоки Дёма и Уршак, текущие параллельно друг другу с юго-запада на северо-восток, а также Кармасан и Чермасан. Они имеют широкие асимметричные долины: левые склоны более пологие, чем правые. Асимметрия наблюдается и в притоках: левые более протяжённые и многочисленные. На правобережье реки Уршак на участках развития водорастворимых пород (гипсы, соли, ангидриты, известняки) наблюдаются карстовые формы рельефа (лога, воронки и др.)
Озёр насчитывается около 250, с общей площадью 1000 га. Среди них — памятник природы озеро Шингаккуль. Дёма и Уршак сильно меандрируют в пределах пойменных, местами заболоченных террас, образуя протоки и многочисленные старичные озёра (Балодаклы, Улу-Куль, Калмак-Сюд, Кара-Буляк, Янбахты, Янкаратал, Саз-Куль, Кайзейрат, Ипак, Узук-Куль, Таблу-Куль и др.)
Подземные воды Чишминского района находится в пределах восточной части Волго-Уральского артезианского бассейна. Зона пресных (до 1г/л) гидрокарбонатных вод приурочена к породам четвертичного, казанского и уфимского возраста и соответствует зоне интенсивной циркуляции. Мощность её колеблется от 10-20 м в долинах рек до 50-100 м на водоразделах.